# Подземный храм-мавзолей (Херсонес)
Подземный храм-мавзолей — один из храмов Херсонеса раннехристианского времени. Также называется пещерным храмом. По мнению многих специалистов храм был построен в V веке, однако некоторые историки предполагают, что храм возник ранее, и датируют первыми веками нашей эры.

## История
Храм расположен в III квартале на Главной улицы. Храм-мавзолей, вырубленный в скале. В плане имеет форму вытянутого четырёхугольника с тремя нишами-конхами по бокам. К храму вела лестница, верхняя часть которых тоже была вырублена в скале, а ниже спускались по деревянной лестнице (сохранились вырубки для балочного перекрытия). Археологи предполагают, что сначала здесь могла быть большая рыбосоляная цистерна.
В более поздние времена над храмом воздвигли часовню, также теперь разрушена: сохранилась только часть апсиды.
Подземный храм-мавзолей был найден во время раскопок Одесского общества истории и древностей в 1883 году. Внутри храма было обнаружено несколько христианских захоронений, а также найдены монеты, глиняные светильники и тому подобное.
В 1980—1984 годах С. А. Беляев провел архитектурные обмеры храма и новые раскопки и предложил свою реконструкцию.
Сейчас от храма осталось только необычной формы углубление в земле. Однако археологи считают, что убранство храма было довольно богатым и не уступало другим херсонесским культовым сооружениям. Предполагают, что в этом храме хранились мощи неизвестного святого мученика.